# Белче Гяватски
Белче е български хайдутин от средата на XVII век, действал в Битолско.

## Биография
Роден е в битолското село Гявато. В документите се споменава като „глава на харамиите, които грабили от мюсюлманите“ и затова мюсюлманите настоявали да бъде заловен. Между 1 и 11 юли 1639 година Белче отива в родното си село. Османските власти научават това и мартолосбашията Осман придружава мухзира Юсуф и с мартолосите си обсажда селото. Селяните обаче укривали Белче. След като той се появява, мартолосите се нахвърлят да го заловят, но селянинът Митре Никола вика „Бийте мартолосите! Днес е нашият ден и нашето време!“ и цялото население грабва оръжие – пушки, саби, лъкове и камъни и напада маролосите. В битката мартолосът Осман успява да отсече главата на Белче. В документите Белче е споменат като „прочут разбойник“, „главатар на харамиите“, „прочут харамийски главатар“. Гяватчани пък били известни като разбойници, което доказали с отбраната на Белче. Битолският забитин Дурак заявил, че след убийството на Белче обаче в селото нямало други хайдути и жителите гарантирали за това.